# Stazione di San Dalmazzo di Tenda
La stazione di San Dalmazzo di Tenda (in francese Saint-Dalmas-de-Tende), frazione di Tenda in alta valle Roia, fu aperta il 1º giugno 1915.

Ultima stazione in territorio italiano sulla sezione nord della ferrovia Cuneo-Ventimiglia, rimase isolata dal resto della rete dopo la distruzione di ponti e gallerie da parte dei tedeschi in ritirata tra il 15 e il 26 aprile 1945.

La stazione restò di competenza delle FS fino al 15 settembre 1947 e passò in carico alla SNCF il giorno successivo quando l'alta valle Roia venne scorporata dalla provincia di Cuneo diventando territorio francese in forza del trattato di pace con la Francia.

Fu riaperta, dopo trentaquattro anni di inattività, il 6 ottobre 1979, giorno dell'inaugurazione della Cuneo-Ventimiglia ricostruita.

## Storia

### Le fasi realizzative
La stazione di San Dalmazzo di Tenda venne aperta all'esercizio il 1º giugno 1915 assieme al tronco di circa 7,7 km Tenda–Briga Marittima-San Dalmazzo di Tenda della ferrovia Cuneo-Ventimiglia.

La prima guerra mondiale, iniziata per l'Italia nella settimana precedente all'inaugurazione, provocò la sospensione dei lavori, completati al 70-80%, sul tratto di circa 5 km tra San Dalmazzo di Tenda e il confine francese e il forte ritardo della PLM (Paris-Lyon-Méditerranée) nella costruzione della parte di linea oltreconfine fece sì che San Dalmazzo di Tenda rimanesse per oltre tredici anni il capolinea provvisorio linea, che proseguì verso Ventimiglia e Nizza soltanto il 30 ottobre 1928. Nel frattempo chi voleva recarsi a Ventimiglia trovava coincidenza con un autobus per Airole, dove si tornava sulla ferrovia.

I fabbricati di servizio consistevano inizialmente in una baracca in legno e mattoni che fungeva da fabbricato viaggiatori e un piccolo magazzino merci. La ragione di questa situazione di provvisorietà è spiegata in un articolo del dicembre 1912 sulla Rivista Tecnica delle Ferrovie Italiane:
(Ing. E. Piasco, p. 377)
I suddetti accordi vennero formalizzati il 4 giugno 1914 con la firma di un «protocollo aggiuntivo alla convenzione 1904» che fissava a Breglio (Breil-sur-Roya) l'unico punto di scambio tra le gestioni FS e PLM, qualifica che aveva in precedenza anche San Dalmazzo di Tenda, ma poco dopo lo scoppio della prima guerra mondiale fermò ogni attività. Con la firma di un secondo «protocollo aggiuntivo», il 23 dicembre 1923, gli accordi vennero ulteriormente perfezionati fissando le competenze delle quattro stazioni di frontiera (San Dalmazzo di Tenda, Fontan-Saorgio, Breglio e Piena) e confermando Breglio come stazione internazionale.

Nel 1927 la Direzione Generale delle Nuove Costruzioni Ferroviarie «in relazione alle nuove esigenze dell'esercizio ed all'importanza che assumerà nell'avvenire la Cuneo-Ventimiglia alla quale si innesta la diramazione per Nizza», decise finalmente le installazioni definitive. Tra queste spiccava un monumentale fabbricato viaggiatori in stile barocco piemontese con facciata in pietra e mattoni, due grandi pensiline e due sottopassaggi, capace di accogliere al piano terreno gli uffici e i servizi per la ferrovia, la dogana e la polizia e ai piani superiori il dormitorio per i macchinisti e il personale viaggiante e gli alloggi dei funzionari FS.

La stazione fu definita sproporzionata in relazione all'abitato che serviva, in particolare per l'imponente fabbricato viaggiatori ultimato nella primavera del 1929. A questo proposito Franco Collidà, giornalista e saggista che ha avuto per oltre vent'anni la responsabilità delle pagine cuneesi della Gazzetta del Popolo, scrive nel suo libro sulla storia della ferrovia Cuneo-Ventimiglia/Nizza pubblicato nel 1982:
(Franco Collidà 1982, pp. 155-156, nota H)
Il piazzale della stazione fu equipaggiato con la linea di contatto bifilare in occasione dell'elettrificazione in corrente alternata trifase a 3,6 kV-16⅔ Hz delle tratte Cuneo Gesso-San Dalmazzo di Tenda e Piena-Ventimiglia, che vennero esercite a trazione elettrica a partire dal 15 maggio 1931. Per sistemare il fabbricato della sottostazione elettrica che alimentava la linea aerea fu eseguito uno sbancamento di 3400 m³ di terreno roccioso all'estremità est della stazione, che fu impiegato per ampliarne ulteriormente il piazzale.

A causa di un veto imposto dallo stato maggiore francese non fu inizialmente possibile elettrificare la tratta intermedia oltre frontiera e la stazione di San Dalmazzo di Tenda divenne sede di cambio trazione assieme a quella di Piena. Per ovviare alla mancanza della piattaforma girevole in quest'ultima, fu necessario ricorrere all'uso di locotender Gruppo 940 che non richiedevano la giratura. Superate le paure dei militari francesi, che si resero conto che una linea a trazione elettrica era molto più vulnerabile di quella a vapore in caso di conflitto, l'elettrificazione col sistema trifase venne estesa alla parte mancante, che fu messa sotto tensione il 21 aprile 1935.

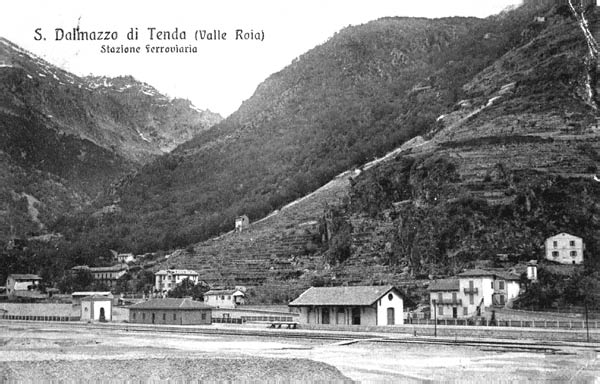
La stazione di San Dalmazzo di Tenda prima della costruzione dell'odierno fabbricato.

### Le distruzioni belliche e la cessione alla Francia
Con l'armistizio separato firmato l'8 settembre 1943 da Badoglio la valle Roia precipitò progressivamente nel caos e con l'occupazione tedesca iniziarono azioni di sabotaggio e bombardamenti alleati. La sottostazione elettrica di San Dalmazzo, situata all'estremità orientale della stazione, fu oggetto di ripetuti bombardamenti che nel periodo dal 28 luglio al 19 agosto 1944 provocarono il danneggiamento del viadotto che fa parte integrante del piazzale della stazione, senza però interrompere il traffico; nello stesso periodo fu anche centrata e distrutta la rimessa del deposito locomotive. La circolazione dei treni tra Tenda e San Dalmazzo cessò definitivamente tra novembre e dicembre 1944 a causa di ripetuti bombardamenti aerei che danneggiarono diversi manufatti, tra cui il ponte sul torrente Biogna all'estremità ovest della stazione. Non si trattava di danni gravi, ma non venne ritenuto conveniente ripararli per l'eccessiva vicinanza del fronte, che aveva ormai raggiunto Breglio.

La stazione di San Dalmazzo non subì ulteriori danni, ma rimase completamente isolata dalla rete FS per la distruzione sistematica dei principali viadotti e gallerie della linea operata dall'esercito tedesco in ritirata tra il 15 e il 26 aprile 1945, in particolare del viadotto sul Roia a valle di Vievola e di quello situato nei pressi della centrale elettrica all'estremità sud dell'abitato.
Nel dopoguerra le FS intrapresero la ricostruzione della linea, raggiungendo la stazione di Vievola il 22 dicembre 1946. Era loro intenzione proseguire verso San Dalmazzo e il confine francese, ma il 10 febbraio 1947 l'ambasciatore d'Italia a Parigi Antonio Meli Lupi di Soragna firmò il trattato di pace che prevedeva la cessione di Tenda e Briga Marittima alla Francia, circostanza che fermò i lavori di ripristino. In forza del suddetto trattato, alle ore 22 del 15 settembre 1947 il tricolore italiano fu ammainato dalle caserme e dagli uffici pubblici di Tenda, da cui dipendeva la frazione San Dalmazzo, e Briga Marittima, che divennero francesi dal giorno successivo. Dallo stesso giorno la stazione di San Dalmazzo di Tenda, inservibile per l'esercizio ferroviario ma con il fabbricato viaggiatori in discrete condizioni, passò in carico alla SNCF che la utilizzò, negli anni successivi, come colonia di vacanze per i figli dei ferrovieri francesi.

### L'abbandono e la riapertura
Il nuovo confine in valle Roia fu un forte ostacolo per la ricostruzione della Cuneo-Ventimiglia, la cui parte francese non venne ripristinata nonostante le promesse fatte alle popolazioni locali in occasione del referendum che avrebbe sancito il loro passaggio alla Francia. Dopo decenni di disinteresse da parte di entrambi gli stati, la situazione si sbloccò il 24 giugno 1970 con la firma di una convenzione italo-francese, ma per l'inizio dei lavori di ripristino del tratto in territorio transalpino fu necessario attendere il 1º febbraio 1976.

Nei mesi successivi l'impresa Balagayrie di Breglio, che ricevette l'incarico di ripulire la piattaforma dell'intera linea, si occupò della demolizione delle pensiline metalliche e delle installazioni elettriche di trazione non asportate durante la seconda guerra mondiale.

Nel corso del 1977 venne riparato l'arco danneggiato del ponte-viadotto sulla parte est e ricostruito il ponte sul Biogna all'estremità ovest della stazione.

Con la posa del nuovo binario, che raggiunse San Dalmazzo di Tenda il 20 ottobre 1978, il piazzale venne ridotto dai quindici binari originali a due binari passanti e due binari tronchi.

All'inizio di novembre 1978, prima che iniziasse a nevicare, le installazioni per l'assemblaggio del binario di Vievola vennero spostate a San Dalmazzo di Tenda, dove la situazione climatica era nettamente più favorevole; nel nuovo cantiere vennero realizzati gli spezzoni di binario destinati all'armamento della linea tra il viadotto Scarassoui (tra San Dalmazzo di Tenda e Fontan-Saorgio) e Breglio. Per la realizzazione del fascio di binari di cantiere venne utilizzata provvisoriamente la parte a valle del piazzale della stazione, divenuto dopo la guerra campo di gioco per una scuola.

Dopo l'installazione delle apparecchiature di segnalamento e sicurezza la stazione ritornò in esercizio commerciale il 6 ottobre 1979.
Il monumentale fabbricato della vecchia stazione di frontiera fu reimpiegato solo marginalmente dalla SNCF per le esigenze ferroviarie: oltre ai locali per le apparecchiature di segnalamento venne infatti utilizzata solamente una sala d'attesa, coadiuvata da un riparo esterno in muratura costruito a fianco del primo binario.

### L'incidente ferroviario del 2003

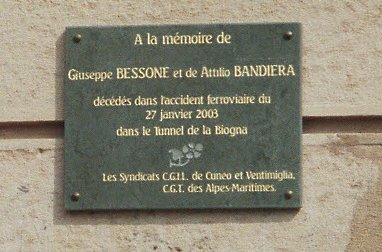
La targa in memoria del macchinista e del capotreno deceduti nell'incidente del 27 gennaio 2003, posta nella stazione di San Dalmazzo di Tenda dalla CGIL e dalla CGT

Il 27 gennaio 2003 verso le 11, il treno regionale Trenitalia 22957 da Cuneo a Arma di Taggia via Breglio e Ventimiglia e il treno regionale SNCF 18586 da Nizza a Tenda si scontrarono frontalmente alla progressiva chilometrica 59+245 nella galleria «Biogna», tra le stazioni di San Dalmazzo di Tenda e Fontan-Saorgio. Il bilancio dello scontro fu di due morti, il macchinista Giuseppe Bessone di Cuneo ed il capotreno Attilio Bandiera di Ventimiglia che si trovavano nella cabina di guida dell'automotrice di testa del treno italiano, quattro feriti gravi e parecchi feriti leggeri, tra cui il macchinista del treno francese che, resosi conto dell'inevitabilità dell'impatto imminente, riuscì a mettersi in salvo.
Ai due ferrovieri periti nell'incidente è stata dedicata una targa apposta nella stazione di San Dalmazzo di Tenda dalle sezioni CGIL di Cuneo e Ventimiglia e dalla CGT delle Alpi Marittime.
Per stabilire le cause dell'incidente venne istituita, come da prassi, una commissione d'inchiesta.

## Strutture ed impianti
Stazione su linea a semplice binario alla quota di 696,190 m s.l.m. dotata in origine di modeste baracche in legno e muratura a fianco del vasto piazzale

Tra il 1928 e il 1929 venne costruito un grande fabbricato viaggiatori capace di accogliere al piano terreno gli uffici e i servizi per la ferrovia, la dogana e la polizia e ai piani superiori un dormitorio per il personale di macchina e viaggiante e gli alloggi per i funzionari delle FS. Vi erano inoltre due pensiline, due sottopassaggi, un ampio magazzino doganale, un parco per il bestiame e un deposito locomotive.

San Dalmazzo di Tenda era anche sede di una sottostazione elettrica.

### Configurazione del piazzale
Il piazzale era dotato in origine di tre binari, che vennero portati a quindici nel 1928.

Con la riapertura al traffico della Limone-Ventimiglia (6 ottobre 1979) vennero realizzati un binario di transito, un binario d'incrocio della lunghezza utile di 700 m e due binari tronchi, di cui uno a servizio del piano caricatore e del magazzino merci.

### Deposito locomotive
Il deposito locomotive di San Dalmazzo di Tenda si rese necessario sia perché vi erano limitati alcuni treni in arrivo e partenza, sia per la sua importanza come stazione di confine. Gli impianti di trazione erano costituiti da:
- una piattaforma girevole da 9,5 m;
- una rimessa locomotive con due binari passanti muniti di fosse a fuoco;
- due fosse a fuoco esterne;
- un fabbricato uffici-dormitorio e bagni (in comune con gli altri servizi);
- due rifornitori in cemento della capacità di 50 m³ ciascuno e quattro colonne idrauliche;
- locali per il servizio di verifica e magazzino in comune col Servizio Movimento.

Con la riapertura della Cuneo-Ventimiglia (6 ottobre 1979) il deposito locomotive, divenuto inutile, non è stato ripristinato.

### Sottostazione elettrica
La sottostazione elettrica (SSE) di San Dalmazzo di Tenda forniva l'energia di trazione per le tratte di linea:
- Limone Piemonte-San Dalmazzo di Tenda, assieme alla sottostazione di Limone Piemonte;
- San Dalmazzo di Tenda-Piena, assieme alla sottostazione di Piena.[11][13]

Per il mancato ripristino della trazione elettrica alla riapertura della Cuneo-Ventimiglia nel 1979, la SSE è rimasta nello stato di abbandono seguito alla guerra. È stata però uno dei rari fabbricati fuori uso che non sono stati demoliti durante i lavori di ricostruzione.

### Modalità di trazione
- Trazione a vapore fino al 1931[10].
- Elettrificazione in corrente alternata trifase a 3,6 kV-16⅔ Hz dell'intero piazzale nel 1931[10], ma mantenimento della trazione a vapore sulla tratta San Dalmazzo di Tenda-Piena[13].
- Adozione della trazione elettrica trifase sull'intera linea nel 1935[13].
- Smantellamento dei resti dell'elettrificazione trifase sopravvissuti alla guerra (pali e mensole) nel 1976[23].
- Trazione termica dalla riapertura della Cuneo-Ventimiglia nel 1979[39].

### Impianti di segnalamento e sicurezza
Dalla riapertura della Cuneo-Ventimiglia (6 ottobre 1979):
- Segnalamento di avviso, protezione e partenza con 8 segnali di tipo francese con indicazioni luminose conformi al regolamento segnali FS[40].
- Apparato centrale elettrico ad itinerari di tipo francese (Poste d'aiguillage tout relais à transit souple - PRS) telecomandato da Breglio[40].
- Deviatoi a manovra elettrica equipaggiati con dispositivo di riscaldamento antighiaccio ed autorizzati per una velocità di 60 km/h sul ramo deviato[27].
- Circolazione treni in regime di blocco conta-assi SNCF[40].
- Stazione impresenziata[40].

### Curiosità
- Della stazione, pur appartenendo alla rete ferroviaria francese (RFF), è resa possibile la consultazione del quadro "arrivi/partenze" dei treni della compagnia Trenitalia in tempo reale sul sito www.viaggiatreno.it, servizio offerto dalla Ferrovie dello Stato Italiane.